# Pole position

← Pole position

Pole position (pierwsze pole startowe) – termin sportowy oznaczający pierwszą (najdogodniejszą) pozycję startową w szeregu wszystkich startujących w wyścigu, używany w sportach motorowych (na przykład w Formule 1, Motocyklowych mistrzostwach świata). Kolejność startowa zawodników najczęściej jest wyłaniana poprzez kwalifikacje, w czasie których kierowca próbuje osiągnąć jak najlepszy czas, zwycięzca kwalifikacji zajmuje pole position w wyścigu głównym.
Nazwa pole position pochodzi z wyścigów konnych, w których najlepszy zawodnik startował przy wewnętrznej stronie owalu bieżni, pole środkowe było oddzielone od bieżni prostym płotem.

## Formuła 1
Położenie pierwszego pola startowego może znajdować się po dowolnej stronie toru, w zależności od konstrukcji i budowy obiektu.